# Should I Do It
Should I Do It è il dodicesimo album di Tanya Tucker, pubblicato nel 1981.

L'album ha raggiunto il 48º posto nella classifica dei Country Album.
Il singolo Should I Do It è salito alla posizione #50 nella classifica di Billboard Country Singles (Il gruppo The Pointer Sisters ha raggiunto il 13° posto nella classifica Billboard Hot 100 con la canzone nel 1982).
L'altro singolo che è entrato nella Top 100 è stato Rodeo Girls, arrivato alla posizione 83.
Emmylou Harris fornisce la voce di supporto in Stormy Weather.

## Tracce
1. Should I Do It (Layng Martine, Jr.)
2. Stormy Weather (feat. Emmylou Harris) (Tom Snow, Leo Sayer)
3. Halfway to Heaven (Jerry Goldstein, Robert E. Getter, Guy F. Peritore)
4. Heartache #3 (Joe Rainey)
5. You Don't Have to Say You Love Me (Pino Donaggio, Simon Napier-Bell, Vicki Wickham)
6. Rodeo Girls (Joe Rainey, Tanya Tucker)
7. I Oughta Let Go (Troy Seals, Eddie Setser, Steve Diamond)
8. Lucky Enough for Two (Henry Gaffney)
9. We're Playing Games Again (Troy Seals, Richard Kerr)
10. Shoulder to Shoulder (feat. Glen Campbell) (Henry Gaffney)